# 엔초 마리
엔초 마리(Enzo Mari, 1932년 4월 27일 ~ 2020년 10월 19일)는 이탈리아의 산업 디자이너이다.
1974년 DIY 가구를 만들 수 있는 도면인 《Autoprogettazione》를 출판했다.
델피나(Delfina) 의자, 토니에타(Tonietta) 의자 등으로 황금콤파스상을 네 차례 받았다.
이탈리아의 코로나19 범유행 중이던 2020년 10월 19일 코로나19로 사망하였다. 그의 부인인 미술사학자 레아 베르지네도 이튿날인 10월 20일 코로나19로 사망하였다.